# Shavkat Ayupov
Shavkat Abdullayevich Ayupov (nacido el 14 de septiembre de 1952 en Taskent ) es un científico uzbeko soviético en el campo de las matemáticas.Es Académico de la Academia de Ciencias de Uzbekistán (1995).También es Senador del Senado del Asamblea Suprema de la República de Uzbekistán (2020).Recibió el título de Héroe de Uzbekistán en 2021 y ostenta el título de Científico Distinguido de la República de Uzbekistán (2011).

## Biografía
Nació en una familia intelectual. Su padre, Abdulla Talipovich Ayupov, participó en la Gran Guerra Patria y dirigió el Departamento de Filosofía de la Universidad de Taskent.Su madre, Marguba Khamidova, era médica y trabajaba como terapeuta en el 4.º Hospital Clínico de la Ciudad.
Se graduó en la Universidad de Taskent en 1974 y fue alumno del académico Toshmuhammad Sarimsoqov. Obtuvo el título de Candidato en Ciencias Físicas y Matemáticas (1977) y doctor en Ciencias Físicas y Matemáticas (1983).
Fue galardonado con el Premio Lenin Komsomol como parte del equipo de autores formado por Berdikulov, Musulmonkul Abdullaevich, Usmanov, Shukhrat Muttalibovich y investigador en el Instituto de Matemáticas que lleva el nombre de V.I. Romanovsky en la Academia de Ciencias de la República socialista soviética de Uzbekistán; Abdullaev, Rustambai Zairovich, asistente del Instituto Pedagógico Estatal de Taskent que lleva el nombre de V.I. Lenin; Tikhonov, Oleg Yevgenyevich, asistente, y Trunov, Nikolai Vasilievich, profesor asociado de la V.I. Universidad Estatal Ulyanov de Kazán, por su trabajo sobre "Investigación sobre álgebras de operadores e integración no conmutativa" (1989).
Se convirtió en Académico de la Academia Mundial de Ciencias en 2003. De 2008 a 2013, fue miembro asociado del Centro Internacional Abdus Salam de Física Teórica (ICTP) en Trieste, Italia. Se convirtió en miembro del Senado del Oliy Majlis de la República de Uzbekistán en 2020.
En 1992 se convirtió en director del Instituto de Matemáticas que lleva el nombre de VI Romanovsky en la Academia de Ciencias de la República de Uzbekistán.
En 1994, se embarcó en una larga misión en la Universidad de Louis Pasteur en Estrasburgo, Francia, donde realizó una investigación conjunta con el profesor J.-L. Lode.  Enseña en la Universidad Nacional de Uzbekistán y es profesor del Departamento de Álgebra y Análisis funcional.

## Premios
- "Oʻzbekiston Qahramon" (Héroe de Uzbekistán, 24 de agosto de 2021)[4][10][2][11]
- "Mehnat shuhrati ordeni" (Orden de "Mekhnat Shukhrati") (2003)[4][2]
- "Shuhrat" medali (Medalla "Shukhrat" 1996)[4][2]
- "Oʻzbekiston fan arbobi" (Científico distinguido de la República de Uzbekistán, 2011)[4][2]
- Ganador del Premio Estatal de 1.º Grado en el campo de la ciencia y la tecnología (2017)[4][2]

## Literatura
Enciclopedia Nacional de Uzbekistán. El primer volumen. Taskent, 2000